# 버런

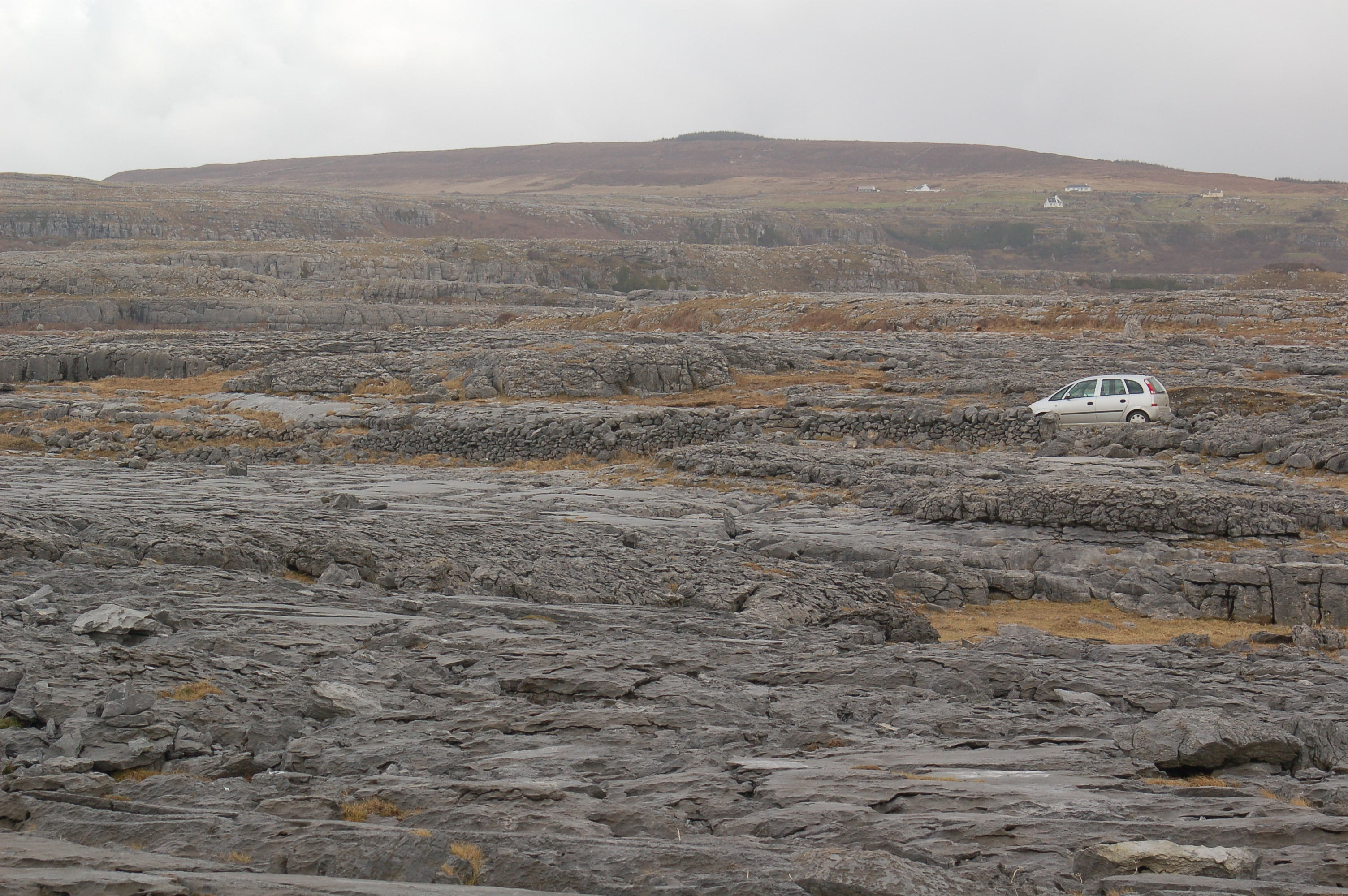
버런

버런(영어: The Burren, 아일랜드어: Boireann)은 아일랜드 클래어주 북서부의 카르스트 지형이다.